# Maple Ridge East (circonscription britanno-colombienne)
Pour les articles homonymes, voir Maple Ridge (homonymie) et Mission.
Circonscription électorale provinciale du Canada
Maple Ridge East (auparavant Maple Ridge-Mission (2001-2024)) est une circonscription provinciale de la Colombie-Britannique représentée à l'Assemblée législative de la Colombie-Britannique depuis 2001.

## Géographie
En 2020, la circonscription représente une partie de la ville de Maple Ridge et la ville de Mission dans le district régional de Fraser Valley. À la suite du découpage de 2021, un petite partie de Maple Ridge-Pitt Meadows est ajoutée à la circonscription.

## Liste des députés
| Législature                                                                           | Années                                                                                | Député                                                                                | Député                                                                                | Parti                                                                                 |
| Maple Ridge-Mission Circonscription issue de Mission-Kent et Maple Ridge-Pitt Meadows | Maple Ridge-Mission Circonscription issue de Mission-Kent et Maple Ridge-Pitt Meadows | Maple Ridge-Mission Circonscription issue de Mission-Kent et Maple Ridge-Pitt Meadows | Maple Ridge-Mission Circonscription issue de Mission-Kent et Maple Ridge-Pitt Meadows | Maple Ridge-Mission Circonscription issue de Mission-Kent et Maple Ridge-Pitt Meadows |
| ------------------------------------------------------------------------------------- | ------------------------------------------------------------------------------------- | ------------------------------------------------------------------------------------- | ------------------------------------------------------------------------------------- | ------------------------------------------------------------------------------------- |
| 37e                                                                                   | 2001–2005                                                                             |                                                                                       | Randy Hawes                                                                           | Libéral                                                                               |
| 38e                                                                                   | 2005–2009                                                                             |                                                                                       | Randy Hawes                                                                           | Libéral                                                                               |
| 39e                                                                                   | 2009–2013                                                                             |                                                                                       | Marc Dalton                                                                           | Libéral                                                                               |
| 40e                                                                                   | 2013–2017                                                                             |                                                                                       | Marc Dalton                                                                           | Libéral                                                                               |
| 41e                                                                                   | 2017–2020                                                                             |                                                                                       | Bob D'Eith                                                                            | Néo-démocrate                                                                         |
| 42e                                                                                   | 2020–2024                                                                             |                                                                                       | Bob D'Eith                                                                            | Néo-démocrate                                                                         |
| Maple Ridge East                                                                      |                                                                                       |                                                                                       |                                                                                       |                                                                                       |
| 43e                                                                                   | 2024–en cours                                                                         |                                                                                       | Lawrence Mok                                                                          | Conservateur                                                                          |